# José Moura Girão

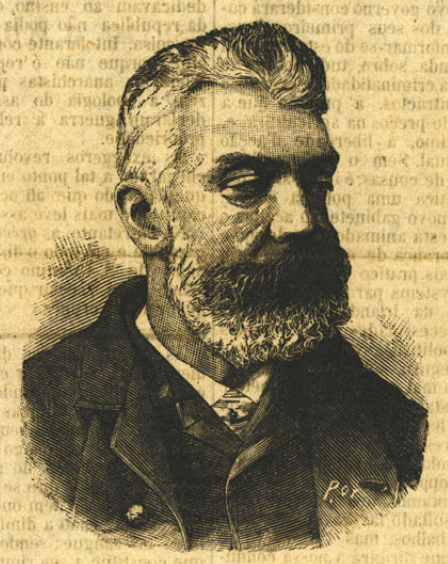
José Moura Girão (1886)

José de Sousa Moura Girão (* 1840 in Lissabon; † 1916 in Coimbra) war ein portugiesischer Maler des Naturalismus. 
Er studierte in Lissabon und war danach 36 Jahre als Restaurator am Museu Nacional de Arte Antiga angestellt. Er war Mitglied der Künstlervereinigung Grupo do Leão.